# Stadtholder

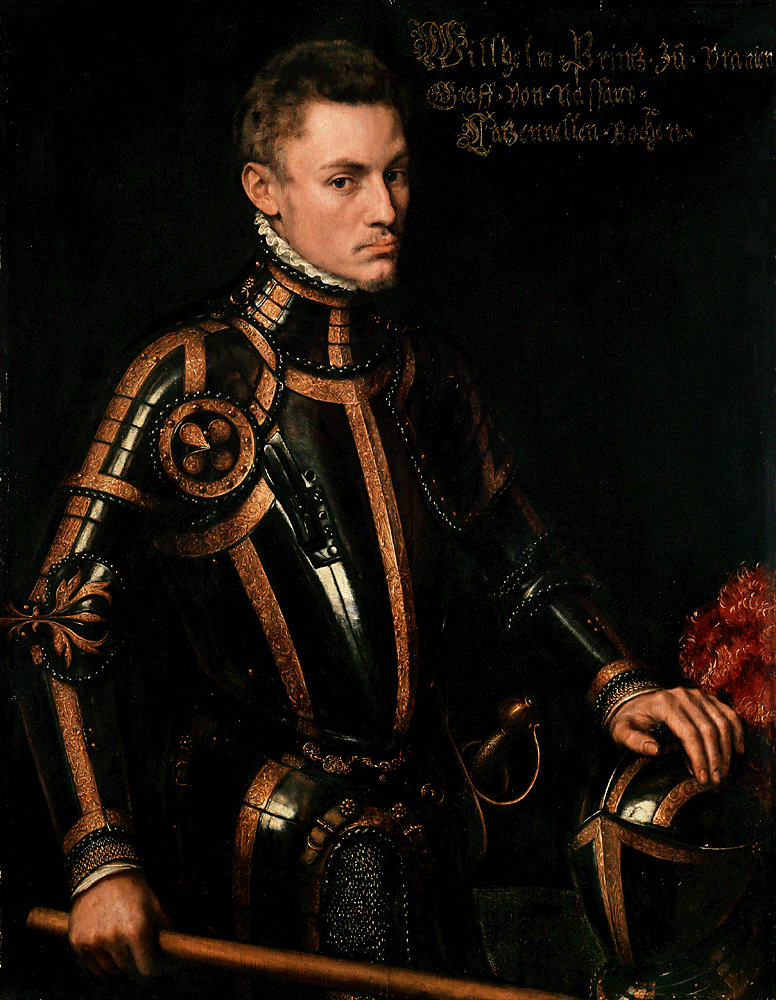
Willem van Oranje là một stadtholder trong Cuộc nổi dậy Hà Lan chống lại Đế quốc Tây Ban Nha.

Stadtholder (tiếng Hà Lan: stadhouder [ˈstɑtˌɦʌudər] ⓘ), tại Vùng đất thấp, stadhouder là một quan chức thời Trung cổ và sau đó là lãnh đạo quốc gia. Nó được tạo ra để thay thế Công tước hoặc Bá tước tại các tỉnh trong thời kỳ Burgundian và Habsburg (1384 - 1581/1795).
Chức danh này được sử dụng cho quan chức có nhiệm vụ duy trì hòa bình và trật tự cấp tỉnh trong thời kỳ đầu của Cộng hòa Hà Lan và đôi khi trở thành nguyên thủ quốc gia trên thực tế của Cộng hòa Hà Lan trong suốt thế kỷ XVI-XVIII. Trong nửa thế kỷ tồn tại, nó đã trở thành địa vị cha truyền con nối chính thức dưới thời Thân vương William IV của Orange. Con trai của ông, Thân vương William V, là stadtholder cuối cùng của nước cộng hòa, con trai của William V là Willem Frederik, trở thành vị vua có chủ quyền đầu tiên của Vương quốc Hà Lan, và Hoàng tộc Orange-Nassau của ông đã trị vì Hà Lan cho đến tận ngày nay.
Chức danh stadtholder của Hà Lan gần như có thể so sánh với danh hiệu lịch sử Hộ quốc công của Vương quốc Anh và danh hiệu Toàn quyền của Na Uy.

## Như một hình mẫu chính trị
Stadtholder đã được Nhóm lập quốc Hoa Kỳ lấy làm hình mẫu chính trị cho quyền lực hành pháp - ví dụ như Oliver Ellsworth lập luận rằng nếu không có ảnh hưởng của nó ở Các tỉnh Thống nhất Hà Lan, thì "cỗ máy chính quyền của họ sẽ không hoạt động được, giống như một con tàu không thể di chuyển khi không có gió ".